# Olympia-Einkaufszentrum (metrostation)
Olympia-Einkaufszentrum is een metrostation in de wijk Moosach van de Duitse stad München. Het station werd geopend op 31 oktober 2004 en wordt bediend door de lijnen U1, U3 en U7 van de metro van München.
Het metrostation is vernoemd naar het gelijknamige grote overdekte winkelcentrum.
- Gemeinsame Normdatei: 1190196964
- Virtual International Authority File: 6109156317466602350005